# Recopa Africana
La Recopa Africana fue una competición de fútbol que comenzó en 1975 y que junto con la Copa CAF en 2004 pasó a formar la Copa Confederación de la CAF. La Recopa Africana la disputaban los equipos que resultaban vencedores de las competiciones de copa nacionales de los países miembro de la Confederación Africana de Fútbol.

## Campeones
| Temporada | Campeón              | Resultado         | Subcampeón           | Semifinalistas     | Semifinalistas          |
| --------- | -------------------- | ----------------- | -------------------- | ------------------ | ----------------------- |
| 1975      | Tonnerre Yaoundé     | 1-0; 4-1          | Stella Club d'Adjamé | Mufulira Wanderers | Jeanne d'Arc            |
| 1976      | Shooting Stars       | 4-1; 0-1          | Tonnerre Yaoundé     | Zamalek            | Vita Club               |
| 1977      | Enugu Rangers        | 4-1; 1-1          | Canon Yaoundé        | Shooting Stars     | Al-Ittihad Al-Iskandary |
| 1978      | Horoya Conakry       | 3-1; 2-1          | NA Hussein Dey       | R. C. Kadiogo      | Mufulira Wanderers      |
| 1979      | Canon Yaoundé        | 2-0; 6-0          | Gor Mahia            | Bendel Insurance   | Horoya Conakry          |
| 1980      | Mazembe              | 3-1; 1-0          | Africa Sports        | Kadiogo            | MA Hussein Dey          |
| 1981      | Union Douala         | 0-0; 2-1          | Stationery Stores    | Sekondi Hasaacas   | Djoliba                 |
| 1982      | Arab Contractors     | 2-0; 2-0          | Power Dynamos        | Hearts of Oak      | Djoliba                 |
| 1983      | Arab Contractors     | 1-0; 0-0          | Agaza                | Horoya Conakry     | ASEC Mimosas            |
| 1984      | Al-Ahly              | 0-1; 1-0 (4-2 p.) | Canon Yaoundé        | Arab Contractors   | Al-Ahly                 |
| 1985      | Al-Ahly              | 2-0; 0-1          | Leventis United      | Al-Nasr Benghazi   | Leopards                |
| 1986      | Al-Ahly              | 3-0; 0-2          | Sogara               | Ismaily            | Hammam-Lif              |
| 1987      | Gor Mahia            | 2-2; 1-1 (v.)     | Espérance de Tunis   | Dragons de l'Ouémé | Abiola Babes            |
| 1988      | Bizertin             | 0-0; 1-0          | Ranchers Bees        | Diamant Yaoundé    | Inter Club              |
| 1989      | Al-Merreikh Omdurmán | 1-0; 0-0          | Bendel United        | Gor Mahia          | Banky                   |
| 1990      | BCC Lions            | 3-0; 1-1          | Club Africain        | Desportivo Maputo  | Al-Merreikh Omdurmán    |
| 1991      | Power Dynamos        | 2-3; 3-1          | BCC Lions            | Inter Star         | Sétif                   |
| 1992      | Africa Sports        | 1-1; 4-0          | Vital'O              | Motema Pembe       | Al-Merreikh Omdurmán    |
| 1993      | Al-Ahly              | 1-1; 1-0          | Africa Sports        | El-Kanemi Warriors | Jomo Cosmos             |
| 1994      | Motema Pembe         | 2-2; 3-0          | Kenya Breweries      | Agaza              | Mbilinga                |
| 1995      | Kabylie              | 1-1; 2-1          | Julius Berger        | Maxaquene          | Blackpool Harare        |
| 1996      | Arab Contractors     | 0-0; 4-0          | Sodigraf             | Canon Yaoundé      | Belouizdad              |
| 1997      | Étoile du Sahel      | 2-0; 0-1          | FAR Rabat            | El Mansoura        | Saint-Louisienne        |
| 1998      | Espérance de Tunis   | 2-1; 1-1          | 1° de Agosto         | Wydad Casablanca   | Africa Sports           |
| 1999      | Africa Sports        | 1-0; 1-1          | Club Africain        | Orlando Pirates    | Al-Masry                |
| 2000      | Zamalek              | 4-1; 0-2          | Canon Yaoundé        | Saint-Louisienne   | Al-Ittihad              |
| 2001      | Kaizer Chiefs        | 1-1; 1-0          | Interclube           | Club Africain      | Kumbo Strickers         |
| 2002      | Wydad Casablanca     | 1-0; 1-2 (v.)     | Asante Kotoko        | USM Alger          | Police                  |
| 2003      | Étoile du Sahel      | 0-2; 3-0          | Julius Berger        | Wydad Casablanca   | APR                     |

## Palmarés

### Títulos por equipo
| Club                 | Títulos | Subtítulos | Años campeón           | Años subcampeón  |
| -------------------- | ------- | ---------- | ---------------------- | ---------------- |
| Al-Ahly              | 4       | -          | 1984, 1985, 1986, 1993 | —                |
| Arab Contractors     | 3       | -          | 1982, 1983, 1996       | —                |
| Africa Sports        | 2       | 2          | 1992, 1999             | 1980, 1993       |
| Étoile du Sahel      | 2       | -          | 1997, 2003             | —                |
| Canon Yaoundé        | 1       | 3          | 1979                   | 1977, 1984, 2000 |
| Tonnerre Yaoundé     | 1       | 1          | 1975                   | 1976             |
| Gor Mahia            | 1       | 1          | 1987                   | 1979             |
| Power Dynamos        | 1       | 1          | 1991                   | 1982             |
| BCC Lions            | 1       | 1          | 1990                   | 1991             |
| Espérance de Tunis   | 1       | 1          | 1998                   | 1987             |
| Shooting Stars       | 1       | -          | 1976                   | —                |
| Enugu Rangers        | 1       | -          | 1977                   | —                |
| Horoya Conakry       | 1       | -          | 1978                   | —                |
| Mazembe              | 1       | -          | 1980                   | —                |
| Union Douala         | 1       | -          | 1981                   | —                |
| Bizertin             | 1       | -          | 1988                   | —                |
| Al-Merreikh Omdurmán | 1       | -          | 1989                   | —                |
| Motema Pembe         | 1       | -          | 1994                   | —                |
| Kabylie              | 1       | -          | 1995                   | —                |
| Zamalek              | 1       | -          | 2000                   | —                |
| Kaizer Chiefs        | 1       | -          | 2001                   | —                |
| Wydad Casablanca     | 1       | -          | 2002                   | —                |
| Club Africain        | 0       | 2          | —                      | 1990, 1999       |
| Julius Berger        | 0       | 2          | —                      | 1995, 2003       |
| Stella Club d'Adjamé | 0       | 1          | —                      | 1975             |
| NA Hussein Dey       | 0       | 1          | —                      | 1978             |
| Stationery Stores    | 0       | 1          | —                      | 1981             |
| Agaza                | 0       | 1          | —                      | 1983             |
| Leventis United      | 0       | 1          | —                      | 1985             |
| Sogara               | 0       | 1          | —                      | 1986             |
| Ranchers Bees        | 0       | 1          | —                      | 1988             |
| Bendel United        | 0       | 1          | —                      | 1989             |
| Vital'O              | 0       | 1          | —                      | 1992             |
| Kenya Breweries      | 0       | 1          | —                      | 1994             |
| Sodigraf             | 0       | 1          | —                      | 1996             |
| FAR Rabat            | 0       | 1          | —                      | 1997             |
| 1.º de Agosto        | 0       | 1          | —                      | 1998             |
| Interclube           | 0       | 1          | —                      | 2001             |
| Asante Kotoko        | 0       | 1          | —                      | 2002             |

### Títulos por país
| País            | Títulos | Subtítulos |
| --------------- | ------- | ---------- |
| Egipto          | 8       | 0          |
| Túnez           | 4       | 3          |
| Nigeria         | 3       | 7          |
| Camerún         | 3       | 4          |
| Costa de Marfil | 2       | 3          |
| R. D. Congo     | 2       | 1          |
| Kenia           | 1       | 2          |
| Argelia         | 1       | 1          |
| Marruecos       | 1       | 1          |
| Zambia          | 1       | 1          |
| Guinea          | 1       | 0          |
| Sudáfrica       | 1       | 0          |
| Sudán           | 1       | 0          |
| Angola          | 0       | 2          |
| Burundi         | 0       | 1          |
| Gabón           | 0       | 1          |
| Ghana           | 0       | 1          |
| Togo            | 0       | 1          |

## Estadísticas
- Equipo con más títulos ganados:  Al-Ahly S. C. con 4 títulos.
- Equipo con más subtítulos:  Canon Yaoundé con 3 subcampeonatos.
- Mayores goleadas registradas:

-  Mbilinga F. C. 13–0  Renaissance F. C. en 1994.
-  Pamba S. C. 12–1  Anse-aux-Pins F. C. en 1990.